# 饶嗣玉
饶嗣玉，福建凤山（今台湾高雄）人，是一名清朝政治人物。
饶嗣玉曾于1727年接替祖秉震任宝山县知县一职，1728年由高式矩接任。